# 神奈川県道12号横浜上麻生線

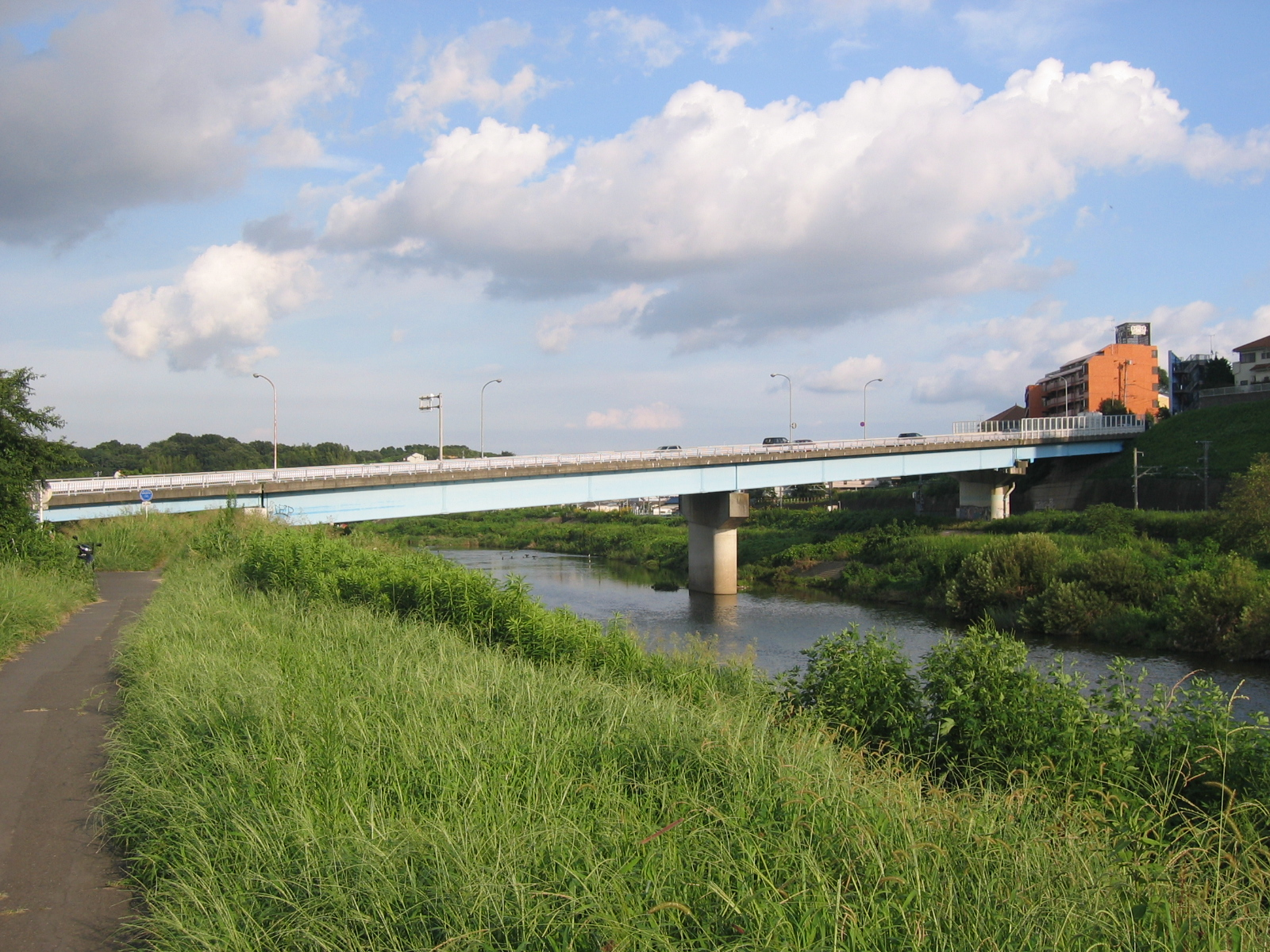
新川向橋。鶴見川サイクリングロードより撮影。

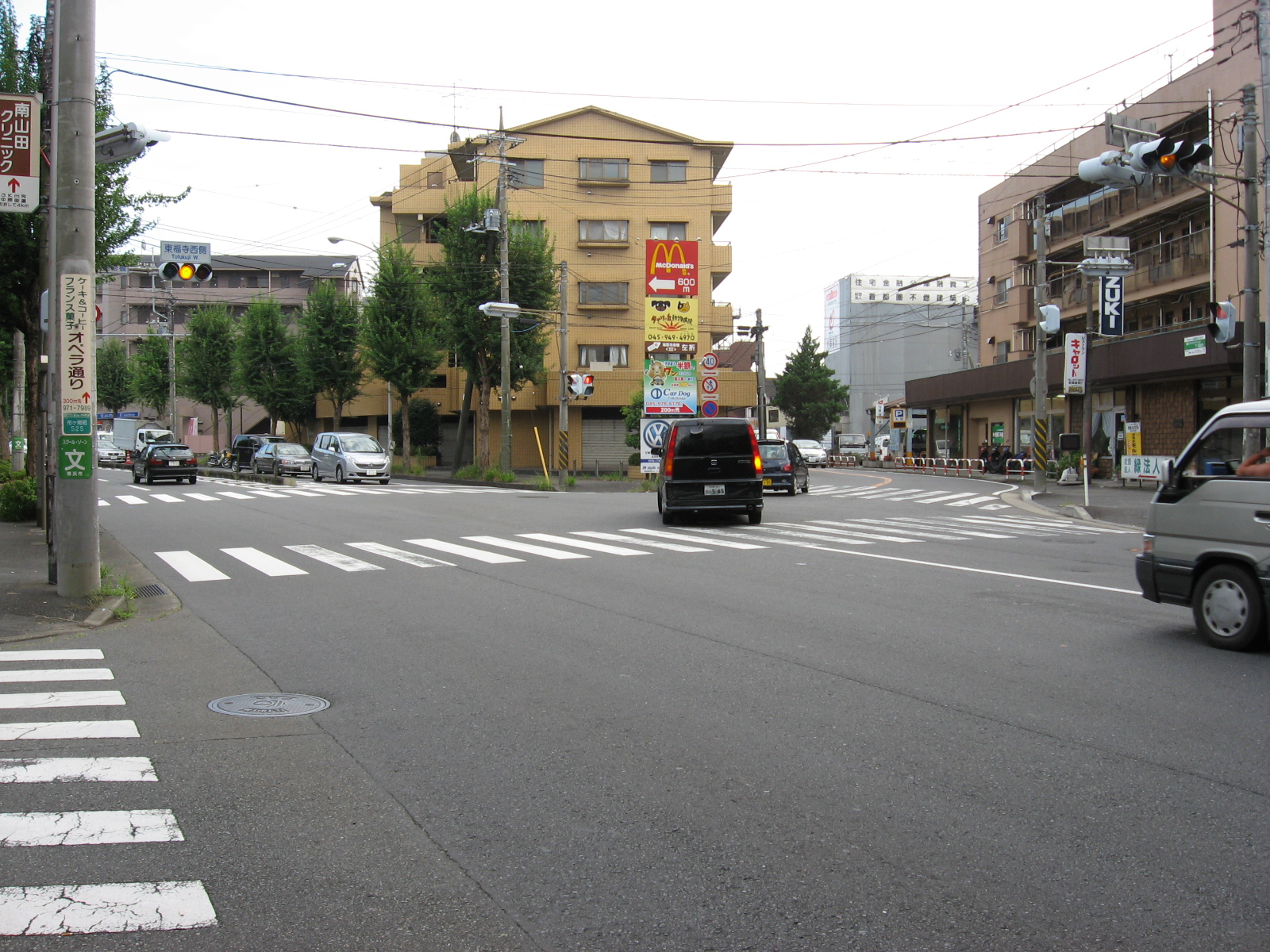
東福寺西側交差点。右側が現道で左側がバイパス

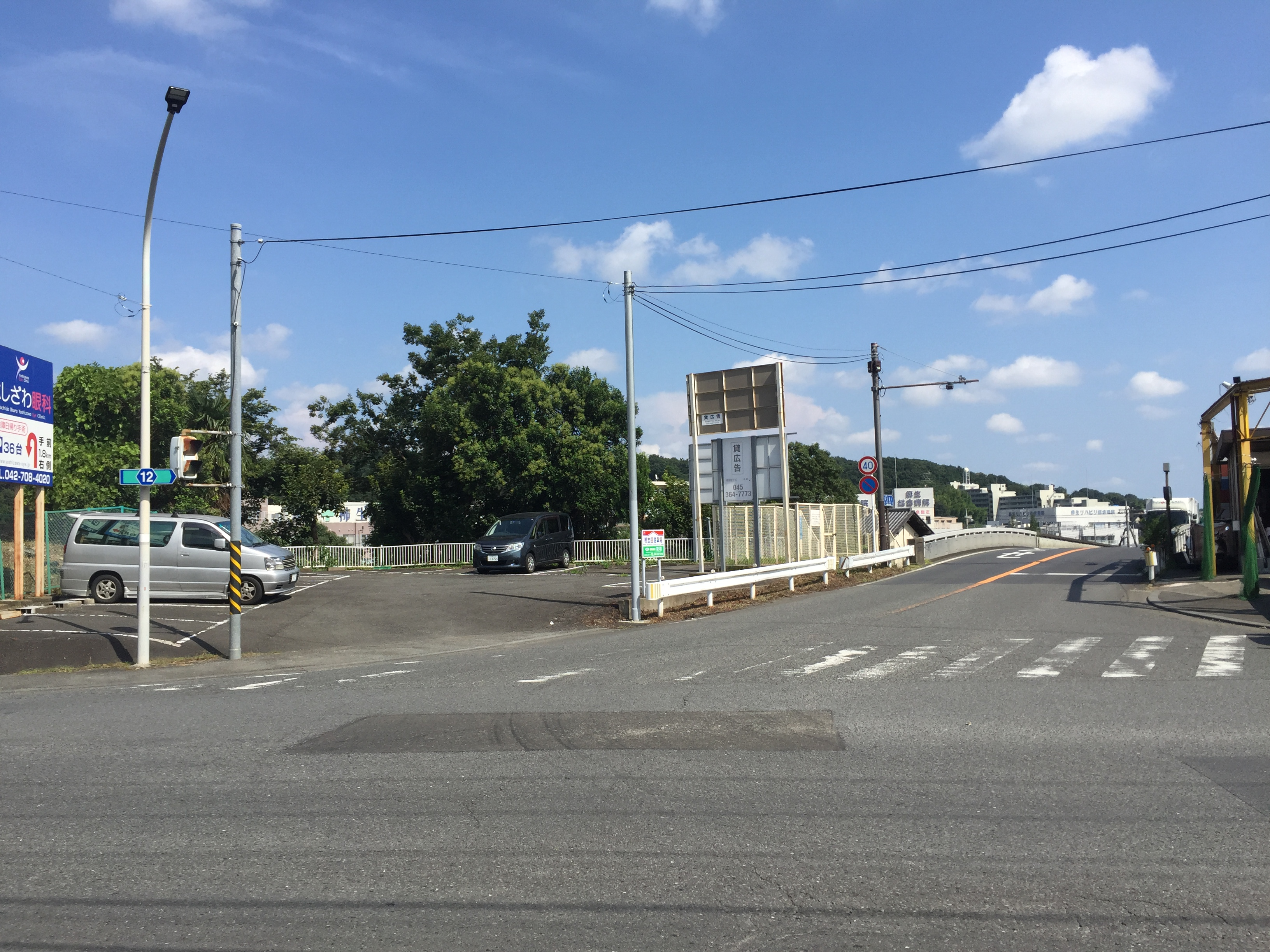
終点の上麻生交差点。橋は小田急小田原線を跨ぐ柿生陸橋

神奈川県道12号横浜上麻生線（かながわけんどう12ごう よこはまかみあさおせん）は、神奈川県横浜市神奈川区から同市都筑区などを経て川崎市麻生区に至る主要地方道（県道）である。横浜市の「3環状10放射道路」を構成する放射路線の一つである都市計画道路（横浜国際港都建設計画道路3・3・32号横浜上麻生線）として整備が進められているが、一部区間では市道がバイパス道路として整備されている（後述）。通称は、横浜市内が「横浜上麻生道路」、川崎市内が「麻生通り」である。

## 路線データ
- 起点：神奈川県横浜市神奈川区（東神奈川駅前交差点）
- 終点：神奈川県川崎市麻生区（上麻生交差点）
- 路線ルート：Google マップ

## 歴史
江戸時代には、横浜上麻生道路の前身となる「日野往還」と呼ばれる道があり、東海道神奈川宿から六角橋、岸根、小机を経て川向で鶴見川を渡り、佐江戸で中原街道と交差、川和を経て市ヶ尾で大山街道と交差、更に鉄、下麻生、大蔵、図師、小山田を経て日野に至るルートで通っていた。この道は、村と村をつなぐ道であり、年貢を期限までに差し出すために、米俵を背に汗を拭いながら農民が歩いた道とされる。
この道には地域により様々な異称が存在し、川和では「八王子道」、小野路では「神奈川街道」、小机では「飯田道」と呼ばれていた。
明治になると、神奈川や横浜で消費される生活物資である薪、炭、野菜、柿などの運搬道路として農民に利用されていた。この頃は、神奈川より都筑郡川和に至るので「都筑往還」とも称されていた。
1920年（大正9年）4月1日の「神奈川縣告示第百二十二號」（府縣道ノ認定）により、神奈川県道神奈川日野線（横浜市神奈川-都筑郡柿生村）が指定される。
1964年（昭和39年）12月28日の「建設省告示第三千六百二十号」により、横浜上麻生線が主要地方道として指定される。

## 路線状況
横浜市立都田中学校入口交差点から東福寺西側交差点までの区間、及び市ヶ尾交差点から環状4号入口交差点付近までの区間は、横浜市都市計画道路として整備された市道のバイパスがある。バイパス区間は県道、および主要地方道の指定はされていない。以下、経由地は交差点名を示す。
- 都田中学校入口 - 東福寺西側間
  1. 現道：佐江戸町、貝の坂、川和町駅、谷本小学校入口などを経由。
  2. バイパス（市道池辺市ケ尾線）：富士見が丘、神奈川県立川和高等学校北側、横浜市立東市ヶ尾小学校入口などを経由。
- 市ヶ尾 - 環状4号入口付近間
  1. 現道：上市ヶ尾、大場町入口、桐蔭学園入口などを経由。
  2. バイパス（市道大場町第456号線、市道寺家第105号線）:神奈川県立市ヶ尾高等学校前、鉄町などを経由。

### 通称
- 横浜上麻生道路 （横浜市神奈川区・東神奈川駅前交差点 - 横浜市/川崎市境）
- 麻生通り （横浜市/川崎市境 - 川崎市麻生区・上麻生交差点）

### 重複区間
- 神奈川県道13号横浜生田線 （横浜市港北区・岸根交差点 - 横浜市港北区・新羽踏切交差点）
- 神奈川県道・東京都道140号川崎町田線（横浜市都筑区・池辺町交差点 - 横浜市都筑区・貝の坂交差点）

### 道路施設

#### 橋梁
- 又口橋（鳥山川）
- 新川向橋（鶴見川）
- 歌川橋（黒須田川）
- 馬取橋（早野川）
- 宿地橋（真福寺川）
- 仲村橋（麻生川）

## 地理

### 通過する自治体
- 神奈川県
  - 横浜市（神奈川区 - 港北区 - 緑区 - 都筑区 - 青葉区）
  - 川崎市（麻生区）

### 交差する道路
| 交差する道路                                                       | 交差点名     | 所在地 | 所在地   | 所在地 |
| ------------------------------------------------------------------ | ------------ | ------ | -------- | ------ |
| 国道1号（第二京浜国道）                                            | 東神奈川駅前 | 横浜市 | 神奈川区 |        |
| 国道1号（横浜新道）                                                | 西神奈川     | 横浜市 | 神奈川区 |        |
| 旧綱島街道                                                         | 六角橋       | 横浜市 | 神奈川区 |        |
| 横浜市主要地方道85号鶴見駅三ツ沢線（水道道）                       | 西岸根       | 横浜市 | 神奈川区 |        |
| 横浜市主要地方道85号鶴見駅三ツ沢線（水道道）                       | 西岸根       | 横浜市 | 港北区   |        |
| 横浜市主要地方道17号環状2号線・神奈川県道13号横浜生田線            | 岸根         | 横浜市 |          |        |
| 神奈川県道13号横浜生田線                                           | 新羽踏切     | 横浜市 |          |        |
| E83第三京浜道路                                                    | （接続なし） | 横浜市 |          |        |
| 横浜市道東方町216号線（都市計画道路川崎町田線)(緑産業道路）        | 梅田橋       | 横浜市 | 都筑区   |        |
| 神奈川県道140号川崎町田線（貝の坂まで重複）                        | 池辺町       | 横浜市 | 都筑区   |        |
| 横浜市道池辺市ケ尾線（都市計画道路横浜上麻生線）                   | 都田中入口   | 横浜市 | 都筑区   |        |
| 横浜市道川和264号線、川和170号線（都市計画道路佐江戸北山田線）     | 薮根         | 横浜市 | 都筑区   |        |
| 神奈川県道45号丸子中山茅ヶ崎線                                     | 佐江戸       | 横浜市 | 都筑区   |        |
| 神奈川県道140号川崎町田線                                          | 貝の坂       | 横浜市 | 都筑区   |        |
| 横浜市道北八朔南部333号線（都市計画道路中山北山田線）              | 川和町駅     | 横浜市 | 都筑区   |        |
| 横浜市道池辺市ケ尾線（都市計画道路横浜上麻生線）                   | 東福寺西側   | 横浜市 | 青葉区   |        |
| 国道246号・横浜市道大場町456号線（都市計画道路横浜上麻生線）       | 市ヶ尾       | 横浜市 | 青葉区   |        |
| 横浜市道環状4号線・横浜市道寺家105号線（都市計画道路横浜上麻生線） | 環状4号入口  | 横浜市 | 青葉区   |        |
| 神奈川県道3号世田谷町田線（津久井道）                              | 上麻生       | 川崎市 | 麻生区   |        |

### 周辺の鉄道
- JR京浜東北線・横浜線 : 東神奈川駅（駅付近）
- 京急本線 : 京急東神奈川駅（駅付近）
- 東急東横線 : 東白楽駅（鉄道側が高架）
- 東急東横線 : 白楽駅（駅付近）
- JR東海道貨物線 : 新横浜トンネル（鉄道側がトンネル）
- 横浜市営地下鉄ブルーライン : 岸根公園駅（鉄道側がトンネル）
- JR東海道新幹線 : （鉄道側が高架）
- JR横浜線 : 小机駅（駅付近）
- JR横浜線 : 新川向橋（道路側が高架）
- 横浜市営地下鉄グリーンライン : 都筑ふれあいの丘駅付近（鉄道側が高架）
- 横浜市営地下鉄グリーンライン : 川和町駅（鉄道側が高架）
- 東急田園都市線 : 市が尾駅（鉄道側が高架）
- 小田急小田原線 : 柿生陸橋（道路側が高架）

## ギャラリー

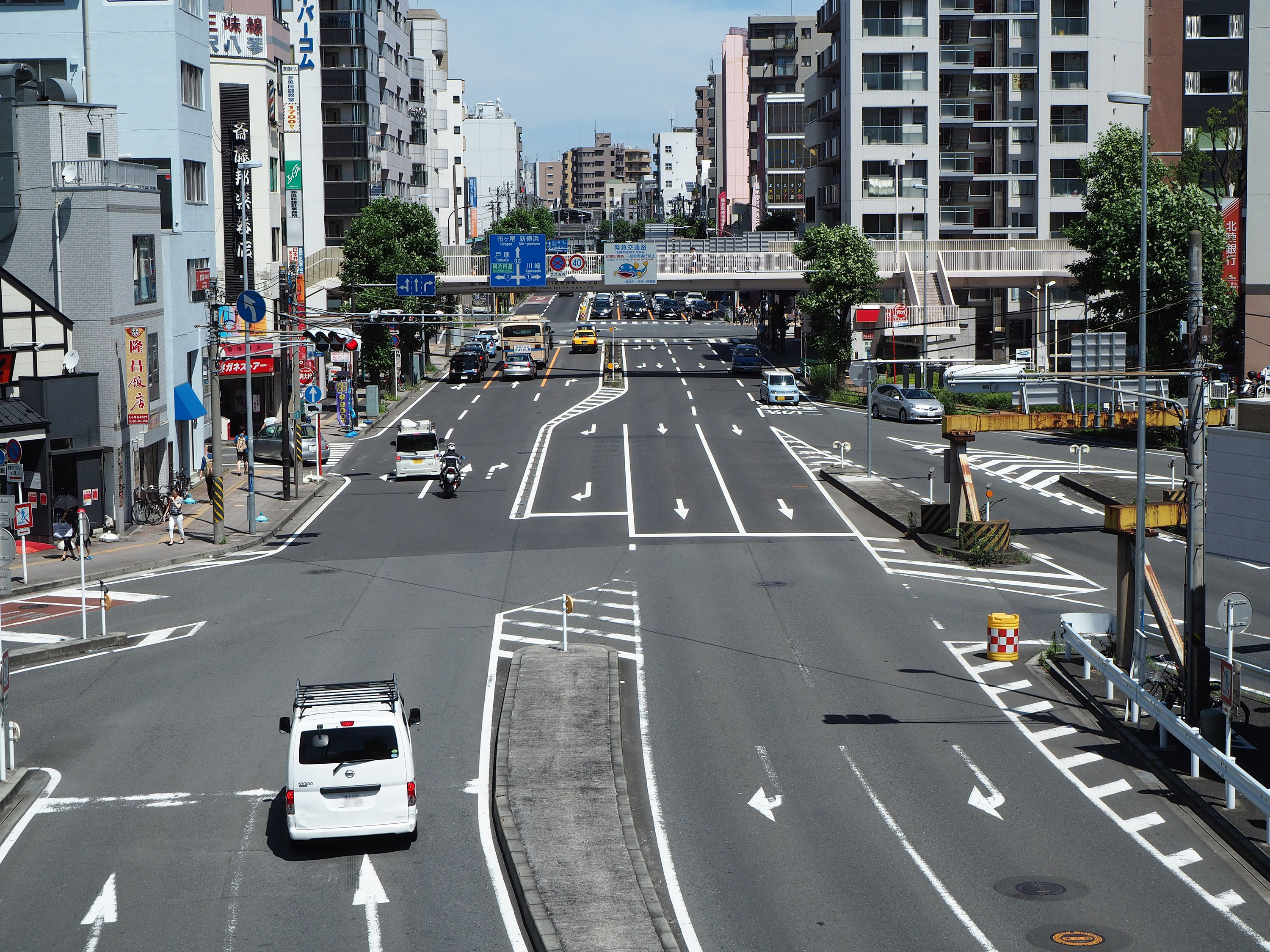
東神奈川駅前（起点）
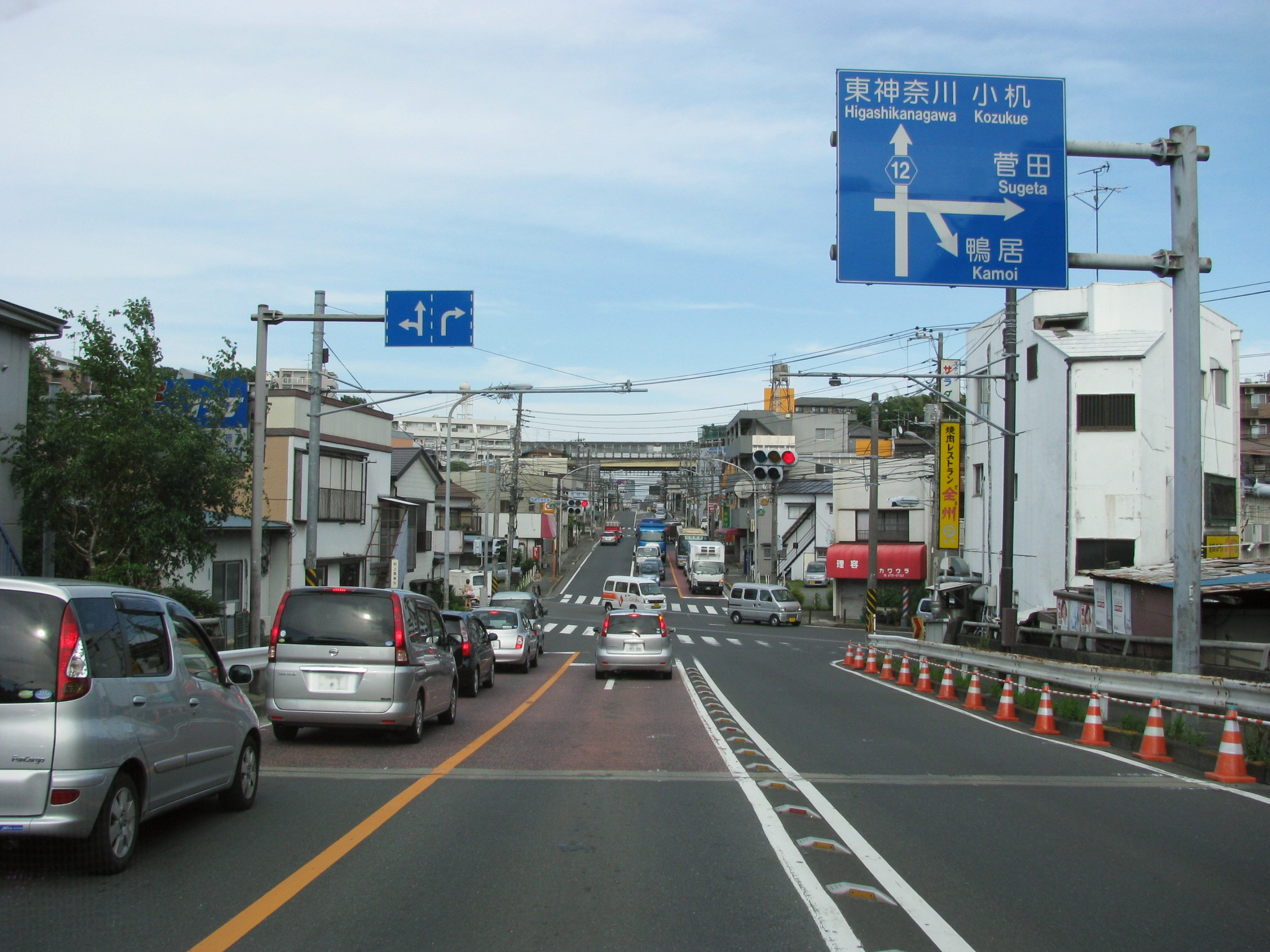
小机町泉谷寺交差点
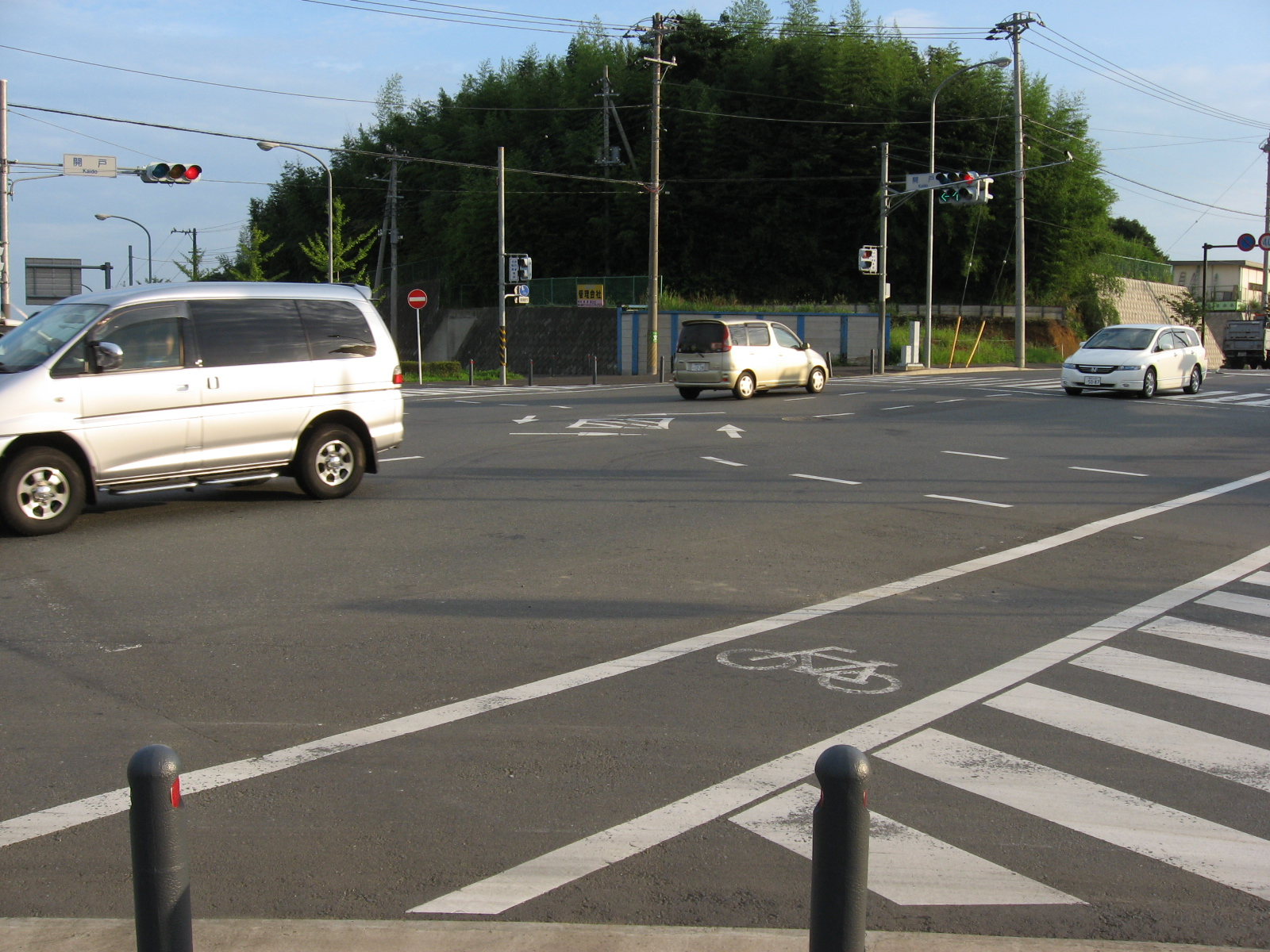
開戸交差点
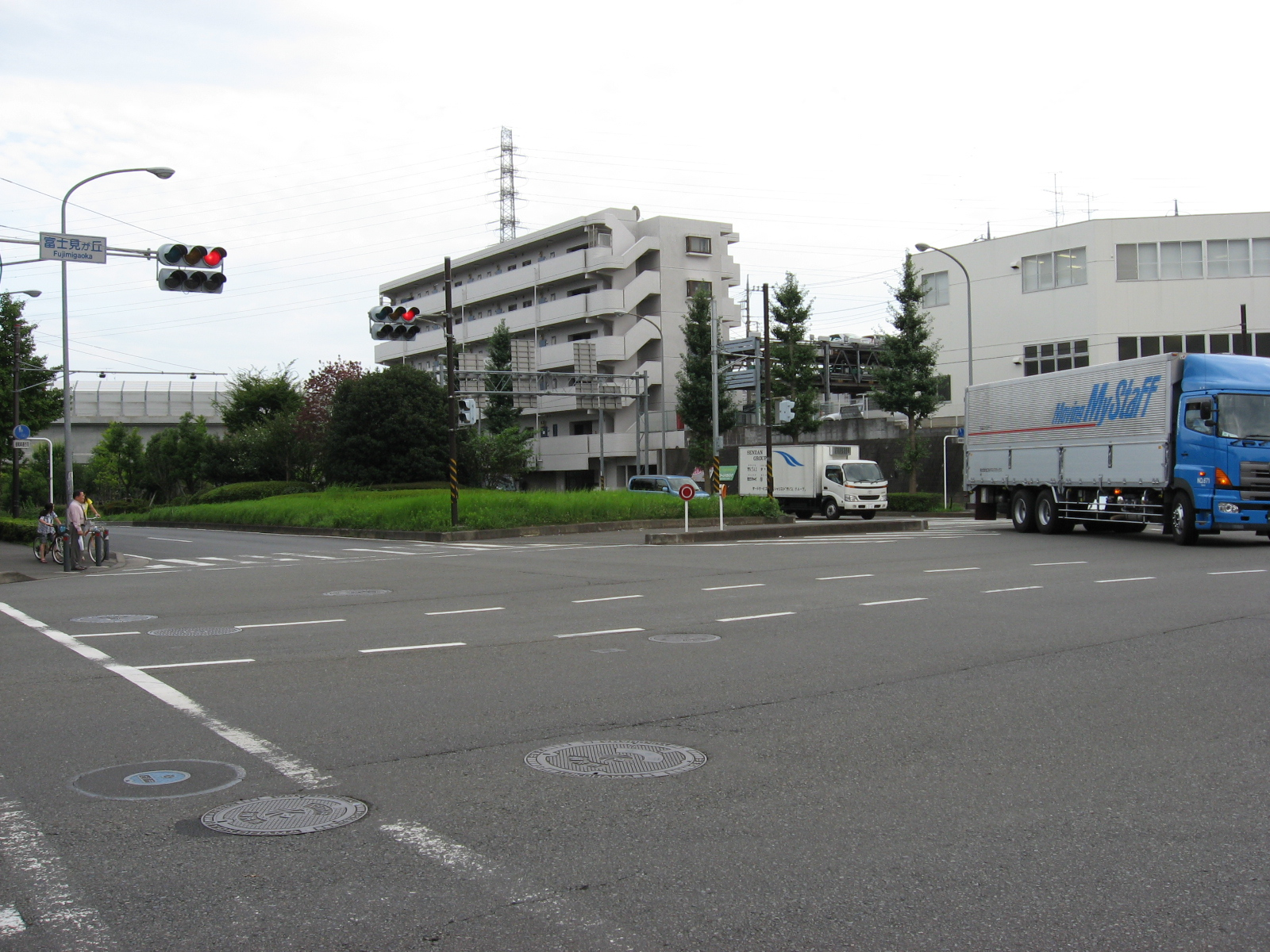
富士見が丘交差点
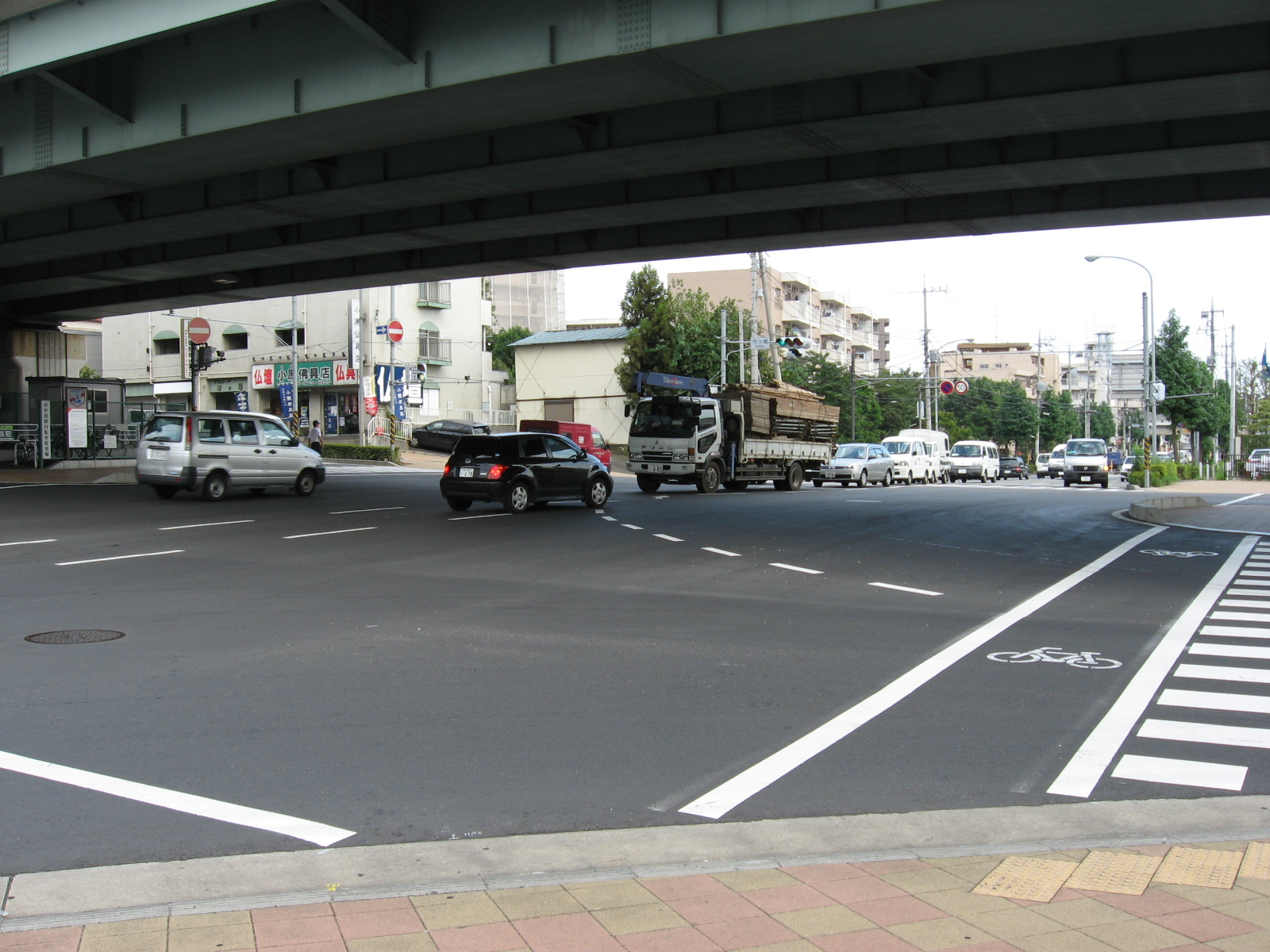
市ヶ尾交差点
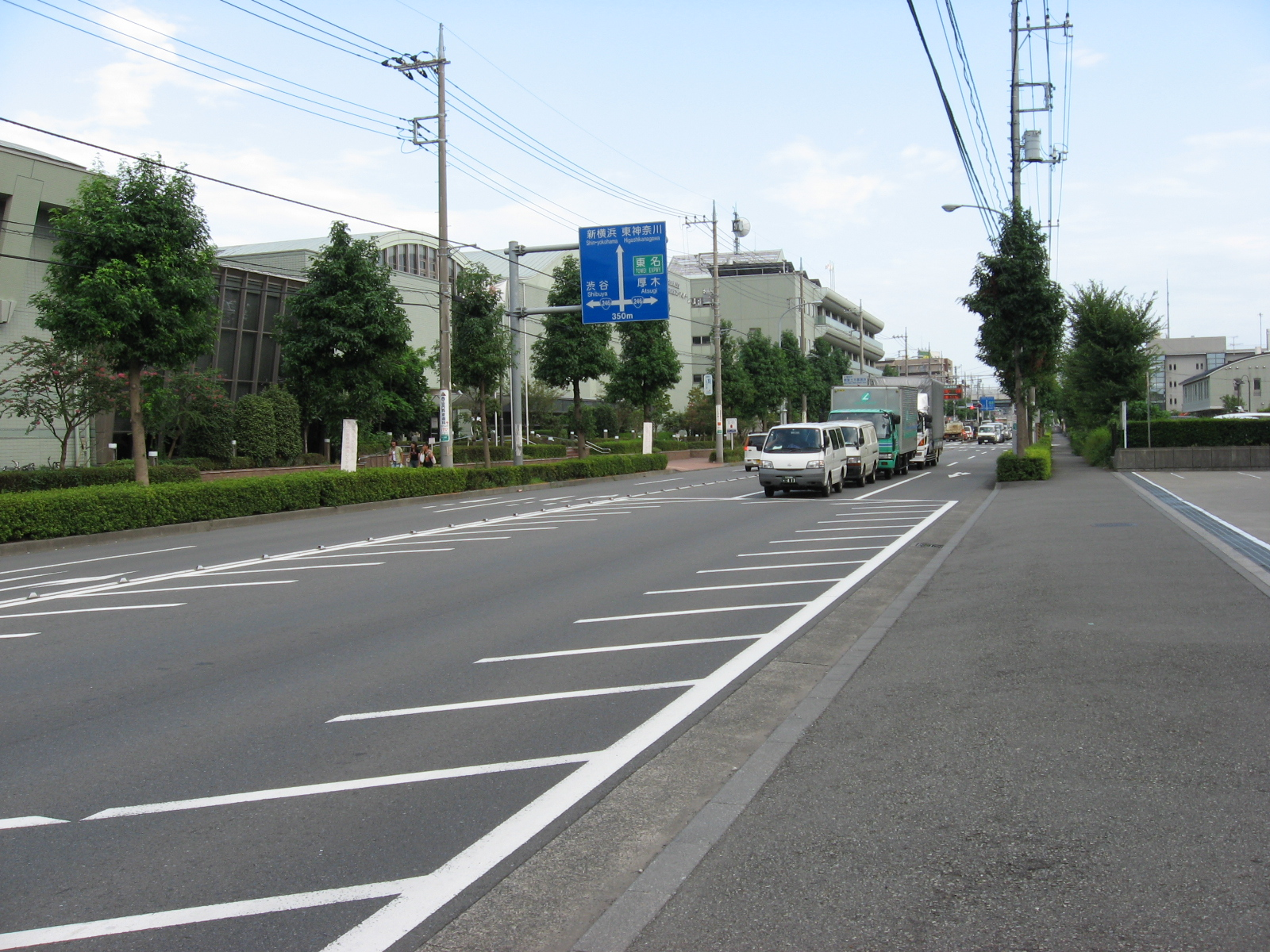
青葉消防署前より撮影
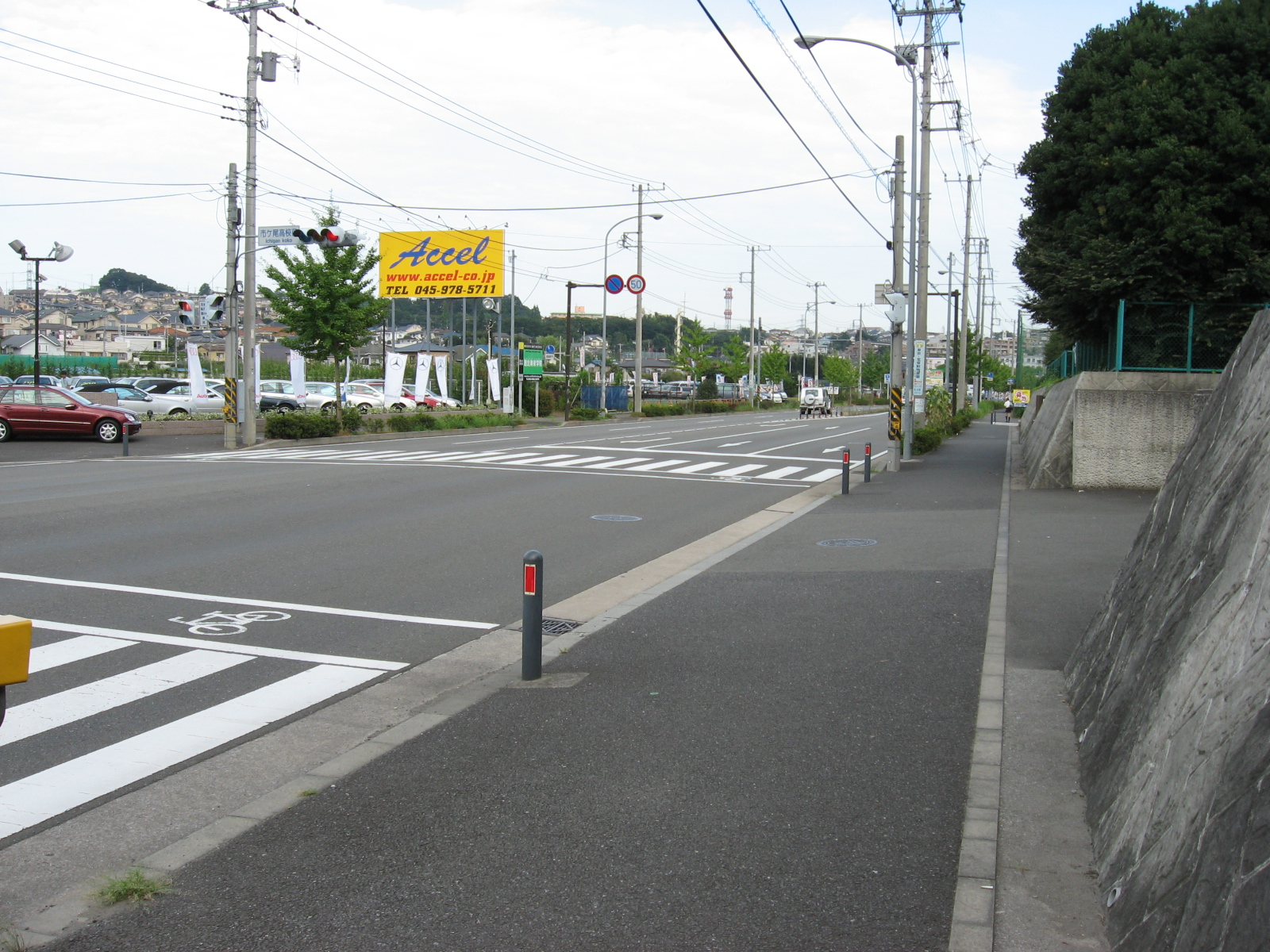
市ヶ尾高校前より撮影
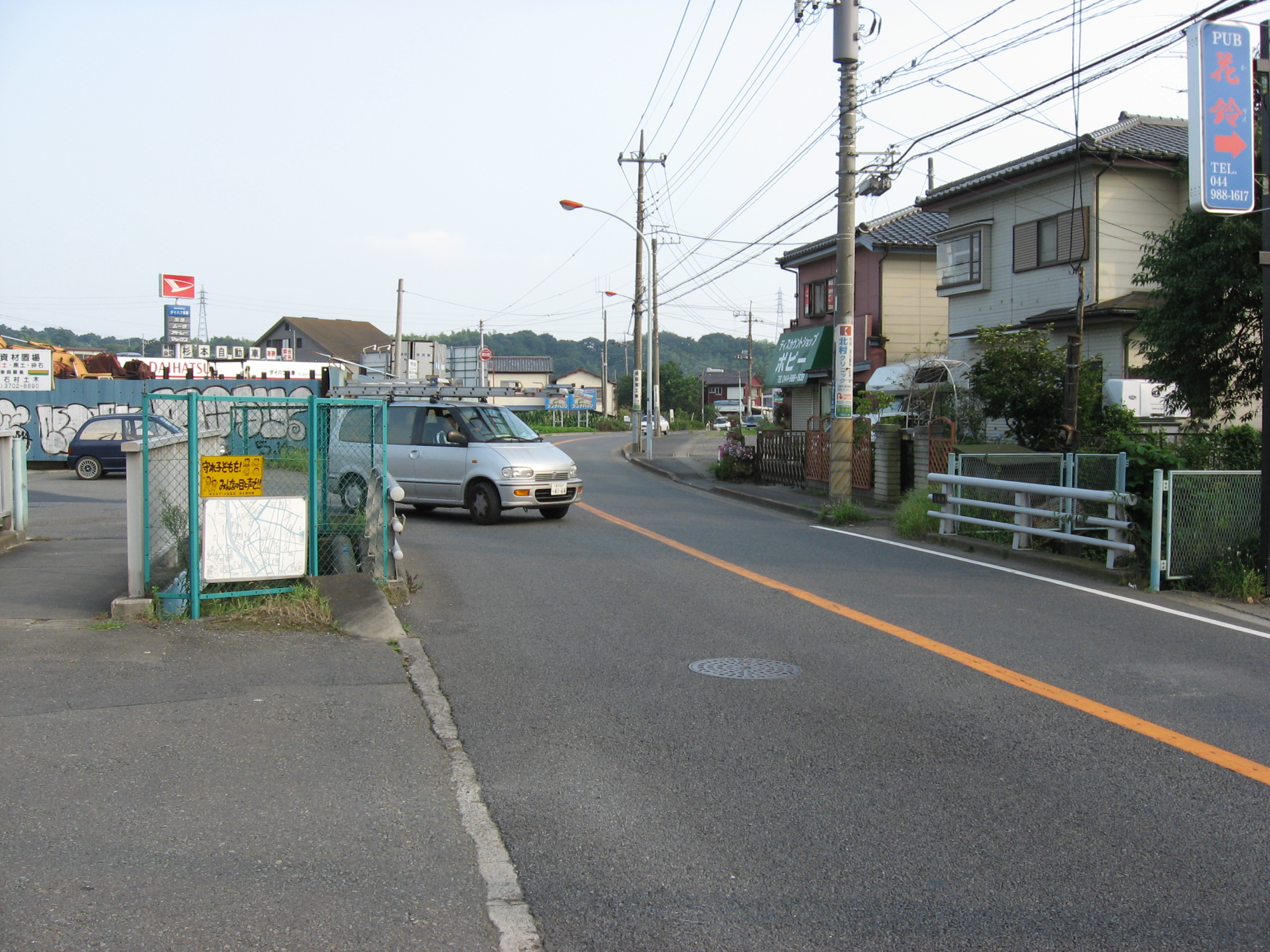
馬取橋付近より撮影
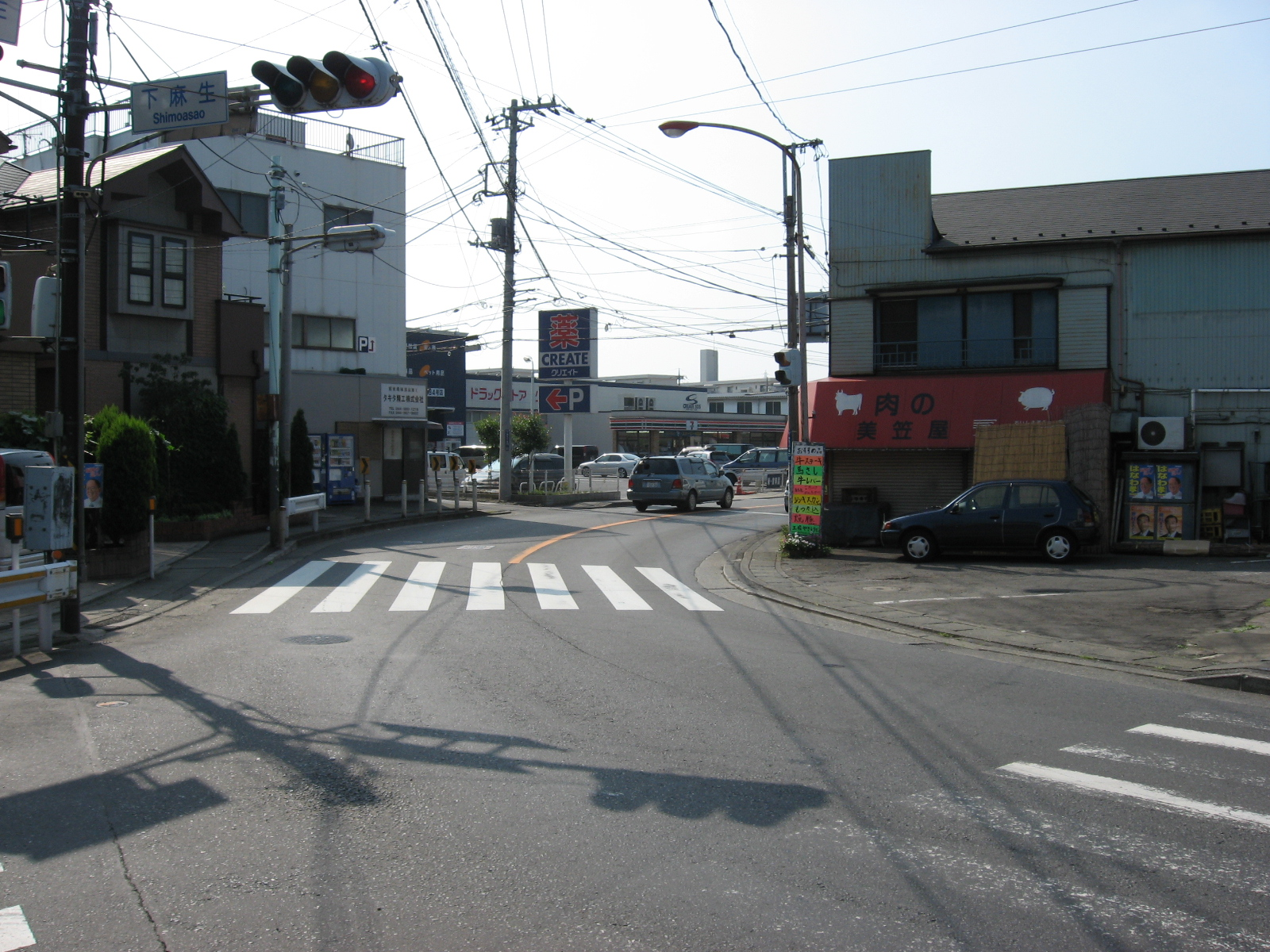
下麻生交差点
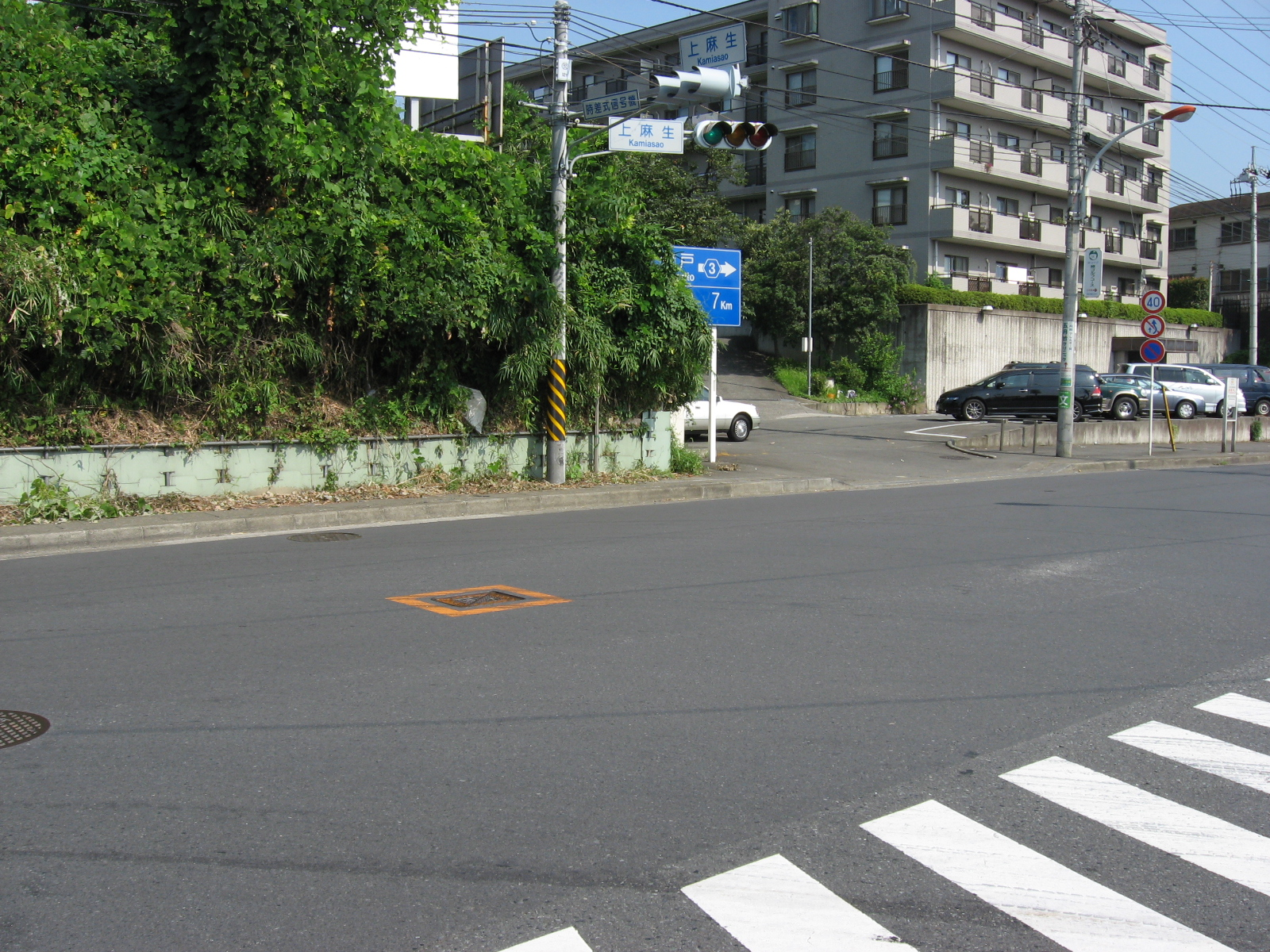
上麻生交差点（終点）